# Francis Adjei
Francis Adjei là một cầu thủ bóng đá người Ghana hiện tại thi đấu cho Ashanti Gold F.C. ở Giải bóng đá ngoại hạng Ghana.

## Sự nghiệp
Francis Adjei từng thi đấu cho nhiều đội bóng ở Ghana và hiện tại thi đấu cho Ashanti Gold ở vị trí tiền vệ.

## Sự nghiệp quốc tế
Vào tháng 11 năm 2013, huấn luyện viên Maxwell Konadu, triệu tập anh vào đội tuyển Ghana tham dự Cúp bóng đá WAFU 2013. Anh giúp đội bóng về đích đầu tiên sau khi Ghana đánh bại Sénégal với tỉ số 3-1.